# 岡本勝 (法学者)
岡本 勝（おかもと まさる、1947年11月11日 - ）は、日本の法学者、歌人。東北大学名誉教授。専攻は、刑法、近代ドイツ刑法史、犯罪論と刑法哲学。宮城県出身。

## 来歴
宮城県中新田町（現・加美町）で建設業を営む家に生まれ、小中学時代を鳴子町川渡（現・大崎市）で送る。その後、宮城県仙台第一高等学校、東北大学法学部卒業（指導教官は荘子邦雄）。卒業後、助手、助教授、教授を経て大学院法学研究科・法学部教授。2012年定年退官、名誉教授。
伊達政宗に仕えた初代岡本久兵衛義成を始祖とする仙台藩士岡本家の16代目当主。文学にも造詣が深く、東北大学短歌会の顧問をしていた。島田修二（青藍・草木）に師事していたが、現在は「まひる野」に所属。橋本喜典、篠弘に師事。2009年4月、第一歌集『蠍の火』（短歌新聞社）、2014年4月、第二歌集『冬の天狼』（現代短歌社）、2021年2月、第三歌集『花の季節』（本阿弥書店）を出版。副会長を経て、2015年4月より宮城県歌人協会会長を務める（4期目）。2016年度宮城県芸術祭賞を受賞。2020年7月より日本現代詩歌文学館理事。

## 略歴
- 1966年 宮城県仙台第一高等学校卒業
- 1971年 東北大学法学部法学科卒業、同大学法学部助手[1]
- 1976年 東北大学助教授[1]
- 1988年 東北大学教授[1]
- 1990年 文部省在外研究（ドイツ・ゲッティンゲン大学客員研究員）[1]
- 1992年 東北大学評議員[1]
- 2000年 東北大学法学研究科教授[1]
- 2012年 東北大学退職[1]

## 公職等
- 2000年10月 宮城県情報公開審査会委員[1]
- 2001年07月 河北新報社読者と考える紙面委員会委員[1]
- 2005年04月 東北大学附属病院医療事故防止に関する外部評価委員会委員

## 著作
- 『犯罪論と刑法思想』（信山社、2000年）
- 『刑法総論の～と』（私家版）
- 『蠍の火 岡本勝歌集』短歌新聞社 まひる野叢書 2009
- 『冬の天狼 岡本勝歌集』現代短歌社 まひる野叢書 2014
- 『花の季節 岡本勝歌集』本阿弥書店 まひる野叢書 2021